# Закон об инвестиционных консультантах
Закон об инвестиционных консультантах, 1940 (США) (англ. Investment Advisers Act of 1940) — закон, принятый Конгрессом США, утверждающий, что любая компания или индивидуальный предприниматель, занимающиеся консультированием в сфере инвестиций в ценные бумаги, должны зарегистрироваться в Комиссии по торговле ценными бумагами и должны следовать положениям по защите инвесторов.
На 2016 год под управлением инвестиционных консультантов находились активы на $66 трлн.

## Поправки
В 1996 году была принята поправка, согласно которой регистрации в Комиссии по торговле ценными бумагами подлежат только консультанты, под управлением которых находятся активы в размере не менее 25 млн долларов США, или консультанты, предоставляющие свои услуги уже зарегистрированной инвестиционной компании.

## Регистрация инвестиционных консультантов
В соответствии с законом инвестиционные консультанты должны зарегистрироваться с использованием формы ADV, за которую взимается относительно небольшая плата. В форме ADV запрашивается такая информация, как образование, опыт, точный тип бизнеса, активы, информация о клиентах, история юридического или криминального характера, а также тип инвестиционного совета, который будет предложен. Регистрация в соответствии с законом не означает одобрения инвестиционного консультанта, и лицо или фирма не могут рекламировать себя как таковые. Часть 2A формы ADV составляет основу «брошюры», которую зарегистрированные консультанты должны предоставлять клиентам.
Зарегистрированные инвестиционные консультанты обязаны обновлять свою форму ADV не реже одного раза в год. Консультанты могут получать компенсацию, основанную на выполнении их рекомендаций, только при определенных обстоятельствах, и они не могут заниматься чрезмерной торговлей или получать прибыль от рыночной деятельности, возникающей в результате их консультаций с клиентами. Инвестиционные консультанты также должны всегда действовать в интересах своих клиентов и принимать во внимание финансовое положение своих клиентов.
В законе также есть много положений, касающихся мошенничества с точки зрения рекламы, контроля за активами клиентов, привлечения клиентов и раскрытия информации.